# John Richard McNamara

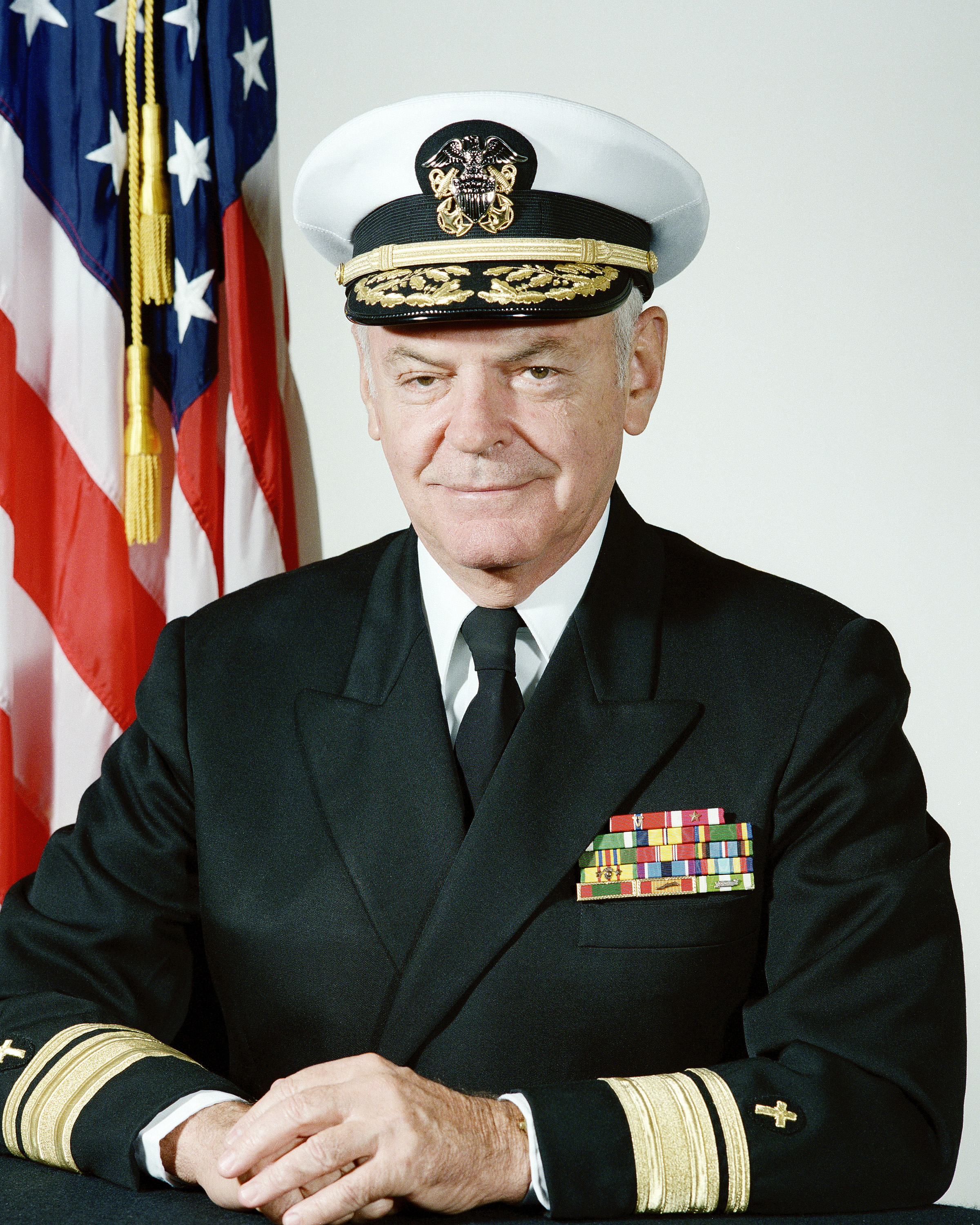
John Richard McNamara

John Richard McNamara (* 4. September 1927; † 16. April 2001) war ein US-amerikanischer römisch-katholischer Geistlicher und Weihbischof in Boston.

## Leben
John Richard McNamara empfing am 10. Januar 1952 das Sakrament der Priesterweihe.
Am 14. April 1992 ernannte ihn Papst Johannes Paul II. zum Titularbischof von Risinium und bestellte ihn zum Weihbischof in Boston. Der Erzbischof von Boston, Bernard Francis Kardinal Law, spendete ihm am 21. Mai desselben Jahres die Bischofsweihe; Mitkonsekratoren waren der Weihbischof im US-amerikanischen Militärordinariat, John Joseph Glynn, und der Bischof von Fort Wayne-South Bend, John Michael D’Arcy.
Am 12. Oktober 1999 trat John Richard McNamara als Weihbischof in Boston zurück.